# 49e brigade de missiles antiaériens
Pour les articles homonymes, voir 49e brigade.
La 49e brigade de missiles antiaériens (abrégé 49 zrbr, en russe : 49-я зенитная ракетная бригада (49 зрбр) ; unité militaire numéro 21555) est une brigade de missiles sol-air des troupes de défense aérienne des forces terrestres russes.
La brigade fait partie de la 1re armée de chars de la Garde du district militaire ouest, basée à Krasny Bor, en banlieue de Smolensk.

## Histoire
La 49e brigade de missiles antiaériens est formée le 14 novembre 1967 à Louga, dans l'oblast de Léningrad. Sous le commandement du colonel Nikolaï Sourikov, l'unité fait partie du district militaire de Léningrad. Le 19 novembre est nommé jour anniversaire de la brigade. Son personnel spécialisé provient d'autres unités du district tandis que les autres sont de récents diplômés de l'école militaire. Sans expérience préalable en matière de missiles, le personnel est envoyé par petits groupes afin de suivre une formation au centre de la défense aérienne des forces terrestres d'Orenbourg à partir du 3 janvier 1968. Le personnel restant commence l'entraînement au combat à Louga. La brigade rejoint Zhem (Kazakhstan) le 1er juin de la même année pour recevoir le système de missile sol-air 2K11 Kroug et participer aux premiers essais de tir réel. Après avoir reçu une note satisfaisante, la brigade retourne à Louga pour une formation complémentaire en octobre.
Transférée à Planken, en Allemagne de l'Est entre le 29 janvier et le 12 février 1969, la brigade fait partie de la 3e armée du groupement des forces soviétiques en Allemagne (GSFG). Après l'installation dans sa nouvelle base, la brigade commence une mission planifiée et un entraînement politique le 20 mars de la même année. L'unité est mise en alerte pour défendre l'espace aérien est-allemand le 1er janvier 1971. La 49e est rééquipée du nouveau système Kroug-M2 entre le 1er et le 16 juillet 1979. Après une formation au centre de formation à la défense aérienne des forces terrestres à Koungour entre le 1er avril et le 25 juillet 1987, la brigade est équipée du système de missiles Bouk à Zhem du 1er août au 15 octobre de la même année.
Après la fin de la guerre froide, elle est retirée d'Allemagne et rejoint Ielnia (oblast de Smolensk) en 1994, au sein de la 1re armée de la Garde. Après le démantèlement de cette dernière à la fin des années 1990, la brigade passe sous le contrôle direct du district militaire de Moscou. D'août 1998 à novembre 1999, le personnel de la brigade sert au combat dans le cadre de la mission russe de maintien de la paix en Abkhazie pendant le conflit abkhaze-géorgien. Elle est ensuite rééquipée du système Bouk-M1-2 modernisé. La brigade rejoint le village de Krasny Bor, en banlieue de Smolensk, entre août et décembre 2012. L'unité redevient une unité de la 1re armée de tanks de la Garde réformée le 1er décembre 2014.
La brigade combat lors de l'invasion russe de l'Ukraine à partir de 2022. Le commandant de brigade, le colonel Ivan Grichine, est tué le 16 avril 2022,.